# スラヴァ!
政治的序曲『スラヴァ!』（Slava! A Political Overture）は、レナード・バーンスタインが作曲した管弦楽曲（演奏会用序曲）。

## 概要
バーンスタインの友人であったムスティスラフ・ロストロポーヴィチがワシントン・ナショナル交響楽団の音楽監督に就任したことを祝って作曲され、1977年10月11日、ロストロポーヴィチがバーンスタイン作品の個展を行った際に初演された。ロシア語の歓呼の言葉である"Slava"はロストロポーヴィチの愛称でもあり、曲はユーモラスな効果が盛り込まれた陽気な作品である。主題材料は前年に初演され、成功しなかったミュージカル『ペンシルヴァニア通り1600番地』から取られた。
クレア・グランドマン（Clare Grundman）による吹奏楽編曲でも親しまれている。この編曲では、録音テープを用いる部分は省かれている。

## 楽器編成
フルート2、ピッコロ、オーボエ2、イングリッシュホルン、小クラリネット、クラリネット2、バスクラリネット、ソプラノサクソフォーン、バスーン2、コントラバスーン、ホルン4、トランペット3、トロンボーン3、チューバ、ティンパニ、小太鼓、テナードラム、大太鼓、チューブラーベル、シンバル（クラッシュ、サスペンデッド）、グロッケンシュピール、ラチェット、スライドホイッスル、スティールパイプ、タンバリン、トライアングル、ヴィブラフォン、シロフォン、マリンバ、むち、ウッドブロック、ピアノ、録音テープ、弦五部、ハープ、エレキギター

## 楽曲
演奏時間は約4分。「速く、華やかに」（Fast and flamboyant）と指示されている。最初に現れる主題はミュージカル内のナンバー"Grand Old Party"によるもので、7/4拍子を中心に進む。2つ目の主題は"Rehearse!"により、7/8拍子を中心にする。
冒頭の楽想が戻ると、テープからバーンスタイン、マイケル・ウェイジャー、アドルフ・グリーン、パトリック・オニールによる政治的な演説と、群衆の歓呼が流され、政治集会のパロディが行われる。2つの主題が逆順に再現され、7/8拍子の主題の伴奏に乗ってモデスト・ムソルグスキーのオペラ『ボリス・ゴドゥノフ』の「戴冠式の場面」（"Slava!"という歌詞が登場する）が引用される。最後に団員が"Slava!"を叫び、あっけなく終わる。
作曲当初には2つ目の主題の提示前に、ロストロポーヴィチの飼い犬の名前"Pooks"を叫ぶ部分があり、バーンスタイン自身の録音（イスラエル・フィルハーモニー管弦楽団、1978年）では採用されている。